# Бинтсаму, Фредерик
Фредерик Бинтсаму (фр. Frédéric Bintsamou; 29 августа 1964 года, Браззавиль) — религиозный, военный и политический деятель Республики Конго. Также известен как Пастор Нтуми.

## Биография
Фредерик Бинтсаму родился в Макелекеле районе Браззавиля, столицы Республики Конго.
В начале 90-х годов XX век пастор собирал умственно отсталых конголезцев с улиц Браззавиля и заботился о них в своём приходе.
В 1997 году, когда пастору было 33 года, в Республике Конго началась гражданская война. Тогда, по словам пастора, он получил откровение от Бога, повелевающее ему укрыться в департаменте Пул и подготовить там «молодых людей» к защите этой территории от военных. Под «молодыми людьми» он сначала понимал его пациентов, но новые откровения, становившиеся все более и более точными, сказали ему, что он должен организовать боевой отряд из людей, укрывшихся в департаменте Пул.
Он создал отряд так называемых Ниндзя, в основном состоящих из молодёжи районов Баконго или Макелекеле в Браззавиле, ранее находившихся на службе у Бернара Колеласа, а теперь преследуемых новой властью, жителей департамента Пула (этническая группа лари), а также его окружения, в том числе и его бывших пациентов, и безработной молодежи.
В 1999 году он возобновил боевые действия против центральных властей. С 1999 по 2003 год ниндзя Пастера Нтуми принимали участие в вооруженном конфликте в департаменте Пул, ставшем продолжением гражданской войны в Конго.
По некоторым данным, бойцы отрядов Пастера Нтуми принимали участие в военных преступлениях против населения региона — в грабежах, изнасилованиях и убийствах, в частности, в убийстве французского священника Жана Гута. Также они снискали дурную славу из-за массовое употребление наркотических веществ. Конфликт заканчивается в марте 2003 года, а в апреле 2007 года Бинтсаму подписал мирное соглашение с центральным правительством в Браззавиле. По соглашению Бинтсаму должен был распустить свою группировку насчитывающую около 5000 бойцов в обмен на должность заместителя министра, отвечающего за мир и репарации, 28 декабря 2009 года Нтуми занял свою должность.
В сентябре 2014 года был избран в муниципальный совет Маяме от партии Национального совета республиканцев.